# Anonychomyrma myrmex
Anonychomyrma myrmex är en myrart som beskrevs av Horace Donisthorpe 1947. Anonychomyrma myrmex ingår i släktet Anonychomyrma och familjen myror. Inga underarter finns listade i Catalogue of Life.